# Władysław Kunicki
Władysław Ignacy Wincenty Kunicki (ur. 12 czerwca 1872 w Radomyślu, zm. 5 stycznia 1941 w Lublinie) – nauczyciel, działacz samorządowy, polityk PPS i właściciel gimnazjum w Lublinie, wolnomularz.

## Życiorys
Był synem Władysława (lekarza), uczestnika powstania styczniowego. Kształcił się w gimnazjum o profilu klasycznym w Żytomierzu, a następnie studiował w Petersburgu w Instytucie Technologicznym, który ukończył w 1900 roku. W czasie studiów wstąpił do PPS. Po studiach wyjechał do Zagórza (obecnie dzielnica Sosnowca) w Zagłębiu Dąbrowskim, gdzie pracował w hucie cynku należącej do Towarzystwa Kopalń i Hut Sosnowieckich (spółki o kapitale francuskim). Próby rozbudowy organizacji robotniczej PPS w Zagórzu skończyły się dla Władysława Kunickiego najpierw półrocznym więzieniem w Piotrkowie, a potem zesłaniem na okres trzech lat do Solwyczegodska w guberni Wołogda.
Po powrocie z zesłania osiadł w Lublinie. Zaangażował się w działalność Lubelskiego Towarzystwa Zrzeszenia Oświaty „Światło”. Od 1907 roku został zatrudniony jako nauczyciel matematyki w prywatnej żeńskiej szkole handlowej Apolonii Serebeckiej-Latosińskiej. Od 1910 roku został dyrektorem „handlówki”, a wkrótce potem jej właścicielem. Szkoła Kunickiego stała się w ostatnim okresie zaborów ośrodkiem wychowania patriotycznego. Dziewczęta tam uczęszczające tworzyły między innymi Organizację Młodzieży Narodowej i drużynę harcerską im. Emilii Plater.
Po wybuchu I wojny światowej powrócił do działalności w PPS, z której ramienia brał czynny udział w pracach Komitetu Wykonawczego Lubelskich Organizacji Niepodległościowych. Wkrótce ponownie trafił do carskiego więzienia za działalność niepodległościową. W sierpniu 1915 roku po zajęciu Lublina przez Austriaków został wybrany do Rady Miejskiej. W 1918 roku uczestniczył w przygotowaniach do powołania Tymczasowego Rządu Ludowego Republiki Polskiej. Kunicki został komisarzem ludowym miasta Lublina.
W lutym 1919 roku ponownie został wybrany do Rady Miejskiej, w której przez 2 lata pełnił funkcję wiceprezesa. Po przewrocie majowym 1926 roku został przewodniczącym Okręgowego Komitetu Robotniczego PPS (OKR PPS), a w następnym roku został ponownie wybrany do rady i został prezesem Rady Miejskiej. Po rozłamie w PPS jesienią 1928 roku Kunicki dążył do przejęcia stanowiska prezydenta Lublina, które wówczas sprawował polityk warszawski Antoni Pączek z PPS Frakcji Rewolucyjnej. Pogłębiający się konflikt w radzie spowodował jej rozwiązanie 26 lutego 1929 roku. W nowych wyborach, które odbyły się w czerwcu 1929 roku, Kunicki ponownie został wybrany do Rady Miasta i był bliski ponownemu wyborowi na prezesa. 
Jeszcze raz został wybrany do Rady w 1939 roku.
Na początku lat trzydziestych Kunicki nadal sprawował stanowiska przewodniczącego Okręgowego Komitetu Robotniczego PPS (OKR PPS)oraz wchodził w skład Rady Naczelnej PPS.
Prawie przez cały okres dwudziestolecia międzywojennego Władysław Kunicki był właścicielem i dyrektorem szkoły popularnie zwanej gimnazjum Kunickiego. Szkoła ta w 1922 roku została przemianowana na Gimnazjum Żeńskie Matematyczno-Przyrodnicze. W 1933 roku za działalność przeciw rządom sanacji Władysław Kunicki został zmuszony do rezygnacji ze stanowiska dyrektora swojej szkoły. Po kilku latach przekazał prawa prowadzenia szkoły Towarzystwu Szkoły Średniej.
W czasie wybuchu II wojny światowej Władysław Kunicki skupiał wokół siebie działaczy PPS, a od połowy 1940 roku zaangażował się w tworzenie organizacji PPS Wolność, Równość, Niepodległość.
Zmarł na zapalenie płuc w styczniu 1941 roku. Został pochowany na cmentarzu przy ul. Lipowej w Lublinie. Za działalność przeciw caratowi został odznaczony Krzyżem Niepodległości.
Jego imieniem została nazwana jedna z głównych ulic Lublina przechodząca przez dzielnicę Dziesiąta (przed II wojną światową ul. Bychawska).